# Skjálfandafljót
Skjálfandafljót je řeka na Islandu. Měří 178 km a je čtvrtou nejdelší řekou na ostrově. Povodí má rozlohu 3 860 km² a průměrný průtok dosahuje 95 m³/s.
Pramení na severozápadním okraji ledovce Vatnajökull v nadmořské výšce 1 100 m. Teče severním směrem přes náhorní plošinu Sprengisandur a údolí Bárðardalur. V členitém terénu řeka vytváří vodopády Aldeyjarfoss, Hrafnabjargafoss a Goðafoss. Na dolním toku se nachází ostrov Þingey. Skjálfandafljót se nedaleko Húsavíku vlévá do zálivu Skjálfandi, který je součástí Grónského moře.
Řeka je využívána k raftingu a k rybolovu (pstruh, losos). V jejím povodí žije kulík zlatý, husa krátkozobá a jespák obecný.
Název znamená „třesoucí se řeka“, protože povodí se nachází v seismicky aktivní oblasti Kolbeinseyského hřbetu.